# フランシス・カーファックス姫の失踪
「フランシス・カーファックス姫の失踪」（フランシス・カーファックスひめのしっそう、The Disappearance of Lady Frances Carfax）は、イギリスの小説家、アーサー・コナン・ドイルによる短編小説。シャーロック・ホームズシリーズの一つで、56ある短編小説のうち42番目に発表された作品である。イギリスの「ストランド・マガジン」1911年12月号、アメリカの「アメリカン」1911年12月号に発表。1917年発行の第4短編集『シャーロック・ホームズ最後の挨拶』(His Last Bow) に収録された。

## あらすじ
フランシス・カーファックス姫が失踪したので探し出してほしいと、家族からホームズに依頼がきた。フランシス姫は貴族の血を引き、銀とダイヤモンドでできたスペイン宝石を肌身離さず持っており、5週間前にローザンヌのホテルを発ってから居所がわからなくなっているという。ホームズは別の事件でロンドンを離れられないため、ワトスンが捜査のためにローザンヌへ向かう。
ワトスンの調査で、フランシス姫はローザンヌで野蛮な男に会い、その翌日にバーデンに、その後モンペリエに逃げ出したことがわかった。バーデンではシュレシンジャー博士夫妻と懇意になっていたが、2週間後に突然モンペリエに出発したという。
モンペリエでフランシス姫の女中に聞き込みをしている最中、女中がその男を見つけ、ワトスンはその男と喧嘩になる。フランス人労働者の男の仲裁で喧嘩は収まったが、その男こそ変装していたホームズだった。喧嘩した相手の男はフランシス姫に好意を持っていたが、もともと荒くれた生活を送っていたため、フランシス姫は彼から逃げ出そうとしていたのだった。
ホームズの調査で、シュレシンジャー博士の耳がちぎれたギザギザになっていることがわかる。それは、シュレシンジャー博士がオーストラリアの悪党ピーターズであることを意味していた。ピーターズ一味はロンドンに来ており、フランシス姫もロンドンで監禁されているのではないかと推理する。そしてある日、フランシス姫の持っていた宝石が質に入れられたという知らせが入り、彼女の身に危険が迫っていることを知ったホームズは、ピーターズの家に乗り込んでいく。

## 備考
本作の冒頭で、ホームズは蒸し風呂が好きではないらしい主旨の発言をしているが、「高名な依頼人」（1902年の事件）の冒頭では逆に、ワトスンと同じく蒸し風呂が大好きだと書かれている。この事から年代は1902年より前と推定されている。